# 朴晋

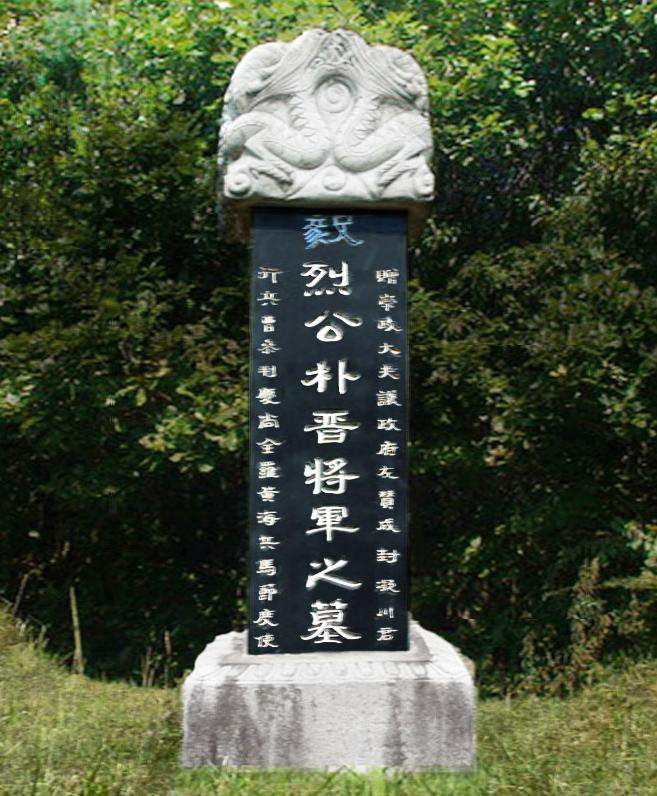
朴晋墓碑

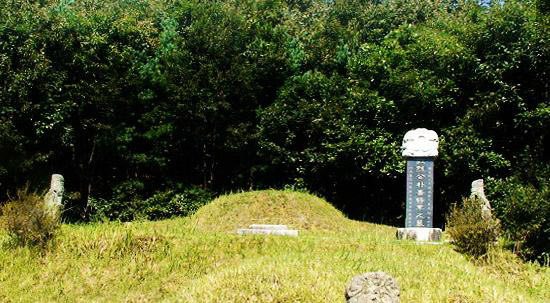
朴晋墓

朴晋（1560年8月25日—1597年3月） 字明甫（명보），明夫（명부），汝晦（여회），本貫密陽朴氏，朝鲜王朝中期的軍人，將領。壬辰朝鮮之役時抗日將軍之一。諡號毅烈（의열）。